# Banco Santander Totta
Banco Santander Totta S.A. er en portugisisk bank og et datterselskab til Banco Santander. Den blev etableret i 1988 i Lissabon. Banco Santander Totta har 670 filialer, 6.781 ansatte og 4,7 mio. kunder.